# Lloyd Loar
 (mai 2023).
La mise en forme du texte ne suit pas les recommandations de Wikipédia : il faut le « wikifier ».
Les points d'amélioration suivants sont les cas les plus fréquents. Le détail des points à revoir est peut-être précisé sur la page de discussion.
- Les titres sont pré-formatés par le logiciel. Ils ne sont ni en capitales, ni en gras.
- Le texte ne doit pas être écrit en capitales (les noms de famille non plus), ni en gras, ni en italique, ni en « petit »…
- Le gras n'est utilisé que pour surligner le titre de l'article dans l'introduction, une seule fois.
- L'italique est rarement utilisé : mots en langue étrangère, titres d'œuvres, noms de bateaux, etc.
- Les citations ne sont pas en italique mais en corps de texte normal. Elles sont entourées par des guillemets français : « et ».
- Les listes à puces sont à éviter, des paragraphes rédigés étant largement préférés. Les tableaux sont à réserver à la présentation de données structurées (résultats, etc.).
- Les appels de note de bas de page (petits chiffres en exposant, introduits par l'outil «  Source ») sont à placer entre la fin de phrase et le point final[comme ça].
- Les liens internes (vers d'autres articles de Wikipédia) sont à choisir avec parcimonie. Créez des liens vers des articles approfondissant le sujet. Les termes génériques sans rapport avec le sujet sont à éviter, ainsi que les répétitions de liens vers un même terme.
- Les liens externes sont à placer uniquement dans une section « Liens externes », à la fin de l'article. Ces liens sont à choisir avec parcimonie suivant les règles définies. Si un lien sert de source à l'article, son insertion dans le texte est à faire par les notes de bas de page.
- La présentation des références doit suivre les conventions bibliographiques. Il est recommandé d'utiliser les modèles {{Ouvrage}}, {{Chapitre}}, {{Article}}, {{Lien web}} et/ou {{Bibliographie}}. Le mode d'édition visuel peut mettre en forme automatiquement les références.
- Insérer une infobox (cadre d'informations à droite) n'est pas obligatoire pour parachever la mise en page.

Pour une aide détaillée, merci de consulter Aide:Wikification.
Si vous pensez que ces points ont été résolus, vous pouvez retirer ce bandeau et améliorer la mise en forme d'un autre article.
Lloyd Allayre Loar, né le 9 janvier 1886 et mort le 14 septembre 1943, est un musicien, concepteur d'instruments et ingénieur du son américain. Il est connu pour sa collaboration, au début du XXe siècle, avec la firme Gibson Mandolin-Guitar, notamment pour la conception de la mandoline modèle F-5 et de la guitare L-5. 

## Travail chez Gibson
En 1898, Orville Gibson fait breveter un nouveau type de mandoline qui s'inspire de la conception du violon. La table et le fond ne sont pas « pressés » en forme, mais sculptés en voûte dans la masse. Les éclisses, au lieu d'être cintrées, sont elles aussi taillées dans un seul bloc de bois. Les instruments d'Orville Gibson présentaient déjà une originalité avant que Lloyd Loar ne vienne travailler pour lui. Toutefois, ce sont les instruments conçus par Loar qui devinrent particulièrement recherchés. Les mandolines signées Loar, qui doivent leur renommée à Bill Monroe, peuvent aujourd'hui atteindre la somme de 200 000 dollars. La guitare L-5 appartenant à Maybelle Carter, fabriquée chez Gibson après le départ de Loar, fut vendue 575 000 dollars.
Au cours des dernières années de sa vie, il travaille sur l'amplification électrique d'instruments à cordes qu'il présente à travers tout le pays, dont un violon alto électrique, dépourvu de fond et équipé d'un bobinage placé sous le chevalet, qu'il joue en public en 1938 et qui serait capable de « couvrir la plus bruyante des trompettes ».
Loar a travaillé chez Gibson de 1919 à 1924. Parmi ses innovation, on note le remplacement de la rosace ronde ou ovale par des ouïe en « f », héritées du violon, il ajoute un manche plus long aux mandolines, permettant ainsi de rapprocher le chevalet du centre de la table, et une touche flottante (précédemment, sur les instruments Gibson, la touche était collée à la table). En taillant les barrages et le bord des ouïes, Loar modifiait la table et la cavité de la caisse de ses instruments pour les accorder sur une note définie.
II est aussi l'inventeur du Virzi Tone Producer, un résonateur qu'il intégra à la gamme des instruments Gibson. Il s'agit d'un disque ovoïde en épicéa, placé à l'intérieur de la caisse sous le chevalet, dont le but est de produire des harmoniques. Il souhaitait ainsi enrichir la gamme sonore sur les instruments à table scluptée. Il en résulta un instrument qui, à l'instar des violons de Stradivarius, était très complexe à reproduire. Des luthiers-chercheurs comme Roger Siminoff ont étudié ces instruments dans les moindres détails.

## Interprète et enseignant
Musicien réputé, Loar jouait de la mandoline, du violon alto et de la scie musicale. Il parcourut les États-Unis et l'Europe au sein de différents orchestres. Dans l'un d'entre eux, il se produisit avec sa future épouse, Fisher Shipp. Loar, qui posait déjà en photo dans les premiers catalogues Gibson, se produisit dans de nombreuses formations pour faire la promotion de la marque.
Loar enseigna également à l'Université Northwestern de 1930 à 1943, où il donna des cours de composition vocale, de théorie musicale avancée et de « Physique de la musique ».

## Pionnier de l'électrification
Selon André Duchossoir, Loar expérimenta l'électrification d'instruments lorsqu'il travaillait chez Gibson. Lewis A Williams, l'un des fondateurs et principaux actionnaires de Gibson avait encouragé Loar et partageait son point de vue sur l'importance du développement des instruments électriques.
Il semblerait qu'aucun des instruments électriques originaux de Loar n'ait été conservé, mais au milieu des années 1930, Walter A Fuller, qui avait rejoint Gibson et était devenu l'ingénieur électronique en chef de la firme, avait retrouvé, en installant son laboratoire de R&D, certains des prototypes de Loar. Il affirma que ces instruments électriques étaient équipés de micros électrostatiques, mais qu'ils étaient extrêmement sensibles à l'humidité à cause de leur impédance très élevée. Fuller, les décrit comme des pastilles de la taille d'une pièce d'un dollar, avec un morceau de liège à l'arrière qui permettait de les coller sous la table de l'instrument.
Le livre de Duchossoir, Gibson Electrics, The Classic Years, montre un modèle L-5 conçu par Loar (numéro de série 88258) daté de 1929 (après son départ de chez Gibson), équipé d'un micro électrostatique et d'une prise jack installée sur le cordier. 
Duchossoir affirme également que pendant son passage chez Gibson, Loar avait élaboré un prototype de contrebasse électrique de type quasi solid-body et que cet instrument ainsi que plusieurs brevets déposés par Loar entre le milieu des années 1920 et le milieu des années 1930, attestent qu’il a travaillé sur des micros de nature électromagnétique.
Selon Duchossoir, le remplacement de Lewis Williams à la direction générale par Guy Hart, un comptable qui éprouvait peu de sympathie a l’égard de Loar, conduisit à la résiliation du contrat de ce dernier. Après avoir quitté Gibson, Loar crée et brevette un instrument électrique pourvu d'un micro magnétique. Il fonde en 1934, avec Lewis Williams, la société Acousti-Lectric, rebaptisée Vivi-Tone en 1936.
Au sein de Vivi-Tone, il développe des claviers électriques qui étaient, selon Roger Siminoff, très innovants : l'un fonctionnait avec des cordes pincées à la manière d'un clavecin, l'autre avait une mécanique à anches métalliques frappées, analogue au piano Rhodes qui vit le jour après la seconde guerre mondiale.

## Les mandolines

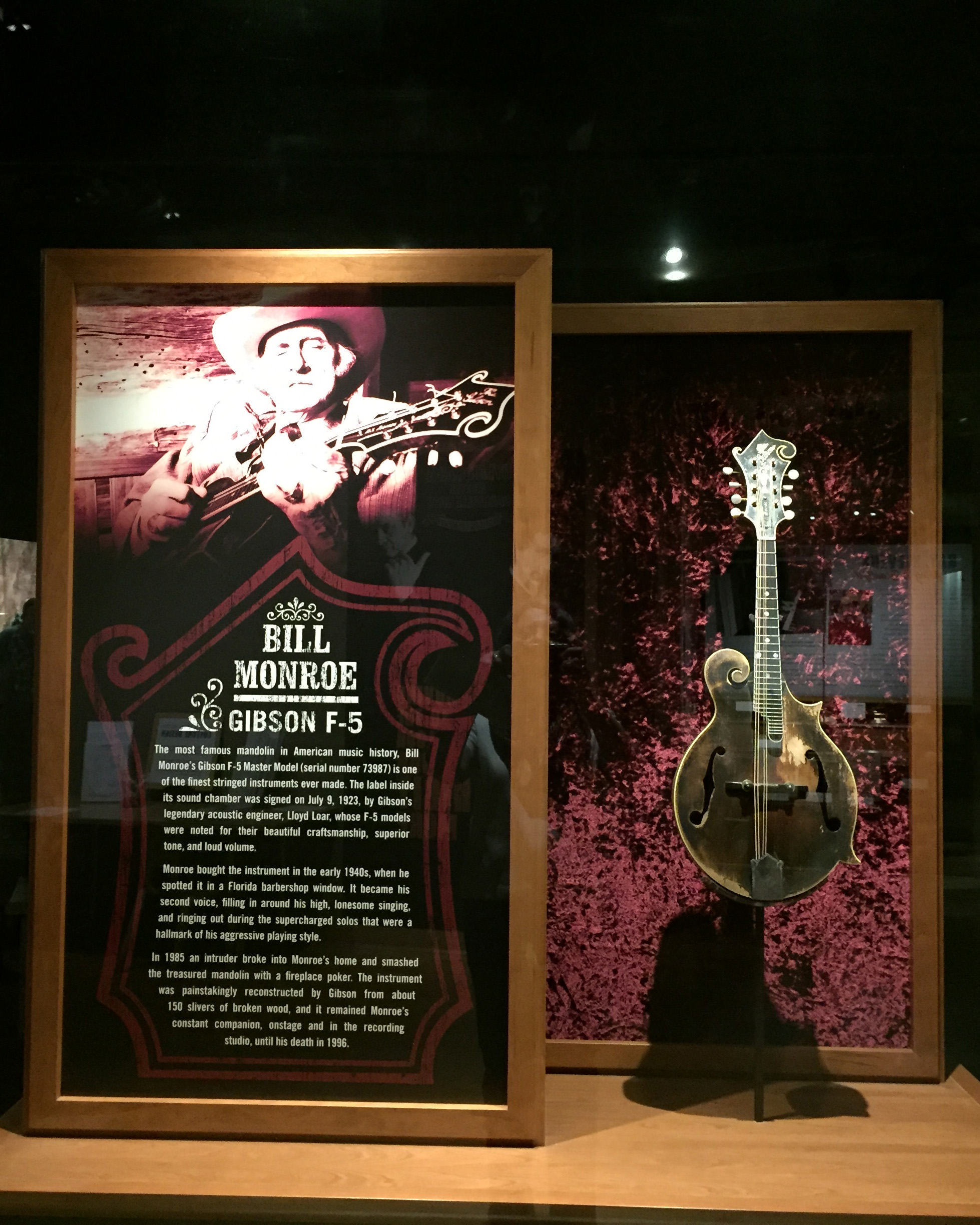
Mandoline Gibson F-5 1923 (Exemplaire ayant appartenu à Bill Monroe)

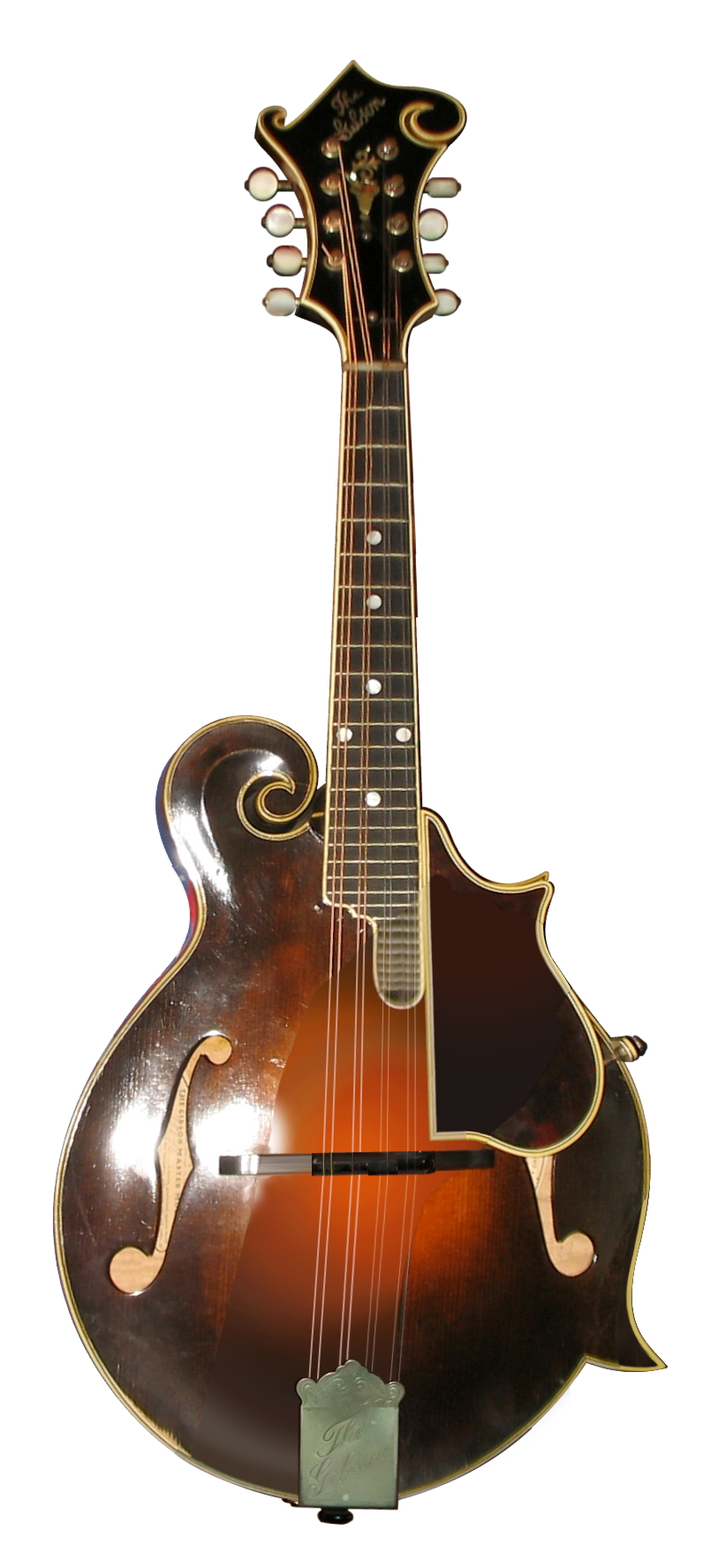
Mandoline Gibson F-5 1924

Le modèle F-5 a été popularisé par le créateur du bluegrass, Bill Monroe. Son modèle (numéro de série 73987 signé par Loar le 9 juillet 1923) l'a accompagné durant la majeure partie de sa carrière. On peut admirer cette mandoline au Country Music Hall of Fame à Nashville, où elle fait désormais partie des collections. Les mandolines Gibson-Loar ont largement contribué à évincer les modèles à dos bombé du marché américain et ont influencé les instruments dans le monde entier.
Loar a signé une série de mandolines F-5 dites Fern, dont on ne connaît qu'une vingtaine d'exemplaires. Le nom fait référence au dessin de fougère qui orne la tête. La première Fern référencée, datée du 9 juillet 1923, porte le numéro de série 73755 (même date que le célèbre exemplaire de Bill Monroe). C'est le seul modèle Fern connu sans « Virzi » (résonateur interne) et le seul modèle Fern connu daté du 9 juillet.
En 2007, le mandoliniste Chris Thile fit l'acquisition d'un modèle F-5 signé Loar de 1924 portant le numéro de série 75316, une trouvaille extrêmement rare, étant donné son état proche du neuf. Cette mandoline lui aurait coûté environ 200 000 $. Parmi les musiciens célèbres qui ont possédé un modèle F-5 signé Loar, on peut citer John Paul Jones (numéro de série 75317), Mike Marshall, David McLaughlin, Herschel Sizemore, Alan Bibey, Tony Williamson, David Grisman, John Reischman, Tom Rozum, Frank Wakefield, Ricky Skaggs et Joe Val (numéro de série 72207).
Il n'existe qu'une seule mandoline connue modèle A, une Gibson A5, signée par Loar. Elle a été largement copiée, à l'origine par le fabricant de mandolines Bob Givens. Cette Loar A5 fut trouvée par Tut Taylor et vendue à un musicien de bluegrass du sud de la Californie en 1974.
M. Taylor l'avait achetée à la sœur du Dr William B. Griffith, de la Griffith School of Music d'Atlanta, en Géorgie, dont l'épouse, également enseignante à l'école, aurait commandé une F-5 avec un corps sans pointes, ce qui avait abouti à la production du modèle Loar A5 en 1923.

### Valeur en collection
Depuis janvier 2010, le prix des mandolines signées Loar en bon état se situe entre 175 000 $ et 200 000 $. Ces modèles sont particulièrement recherchés par les musiciens et les collectionneurs.
Darryl Wolfe, spécialiste de l'histoire de Loar, tient un registre des modèles F-5. En janvier 2010, sur les 326 exemplaires de mandolines F-5 signées Loar qui auraient été fabriqués, il en a référencé plus de 240.

## Guitare L-5

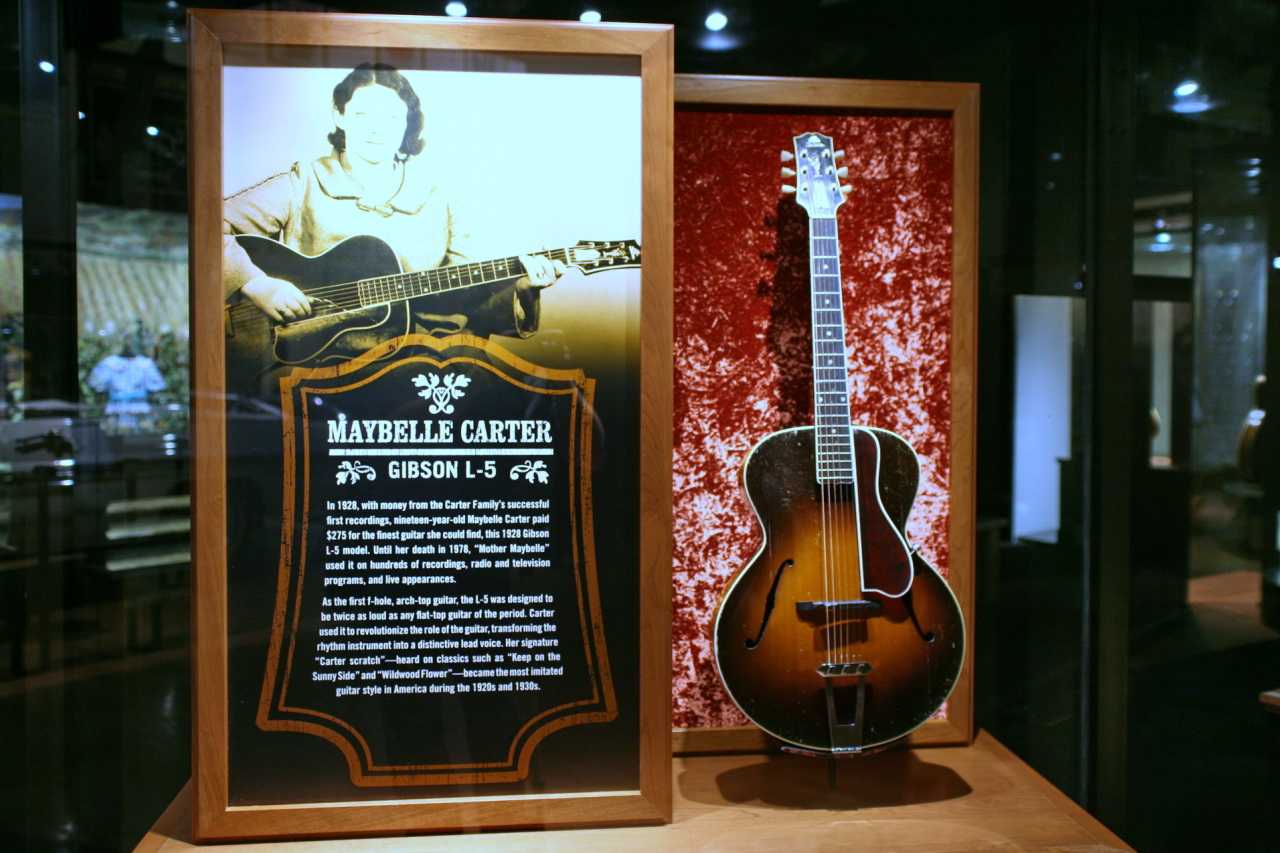
Guitare Gibson L-5 (exemplaire ayant appartenu à Maybelle Carter), « L'exemplaire le plus important de toute l'histoire de la musique country » selon George Gruhn. Il existe une controverse au sujet de la date : il est souvent admis que l'instrument date de 1928 ; mais le chercheur Joe Spann conclut qu'ayant été expédié en janvier 1930, il n'a pas pu quitter l'usine avant avril 1929.

La guitare Gibson L-5 fut produite pour la première fois en 1922, par la Gibson Guitar Corporation (alors installée à Kalamazoo, Michigan) sous la direction du maître luthier Lloyd Loar, et n'a jamais cessée d'être produite depuis (hormis entre 1941 et 1945, années pendant lesquelles Gibson, participant à l'effort de guerre, réduit considérablement sa production et suspend les modèles haut de gamme L-5 et Super 400). C'était le modèle de pointe de la firme à l'époque des big bands. Le modèle était proposé à l'origine en acoustique, la version électrique arriva à partir des années 1940.

### Conception et construction
La L-5 est la première guitare au monde à comporter des ouïes en « f » . La conception de la L-5 est comparable à celle d'un violoncelle en termes de construction, de sculpture, de barrages et de « tap tuning » (accordage de la table d'harmonie sur une fréquence). Cette guitare, à l'instar du violoncelle, est conçue pour amplifier et projeter la vibration des cordes à travers les bois sculptés et harmonisés, les ouïes en « f » diffusant le son. De 1922 à 1934, les modèles L-5 avaient une largeur de caisse de 16 pouces. En 1934, cette largeur est portée à 17 pouces, cote encore utilisée aujourd'hui. En 1934, Gibson propose un modèle archtop de 18 pouces : la « L-5 Super », rebaptisée quelques années plus tard Gibson Super 400. Ces deux guitares acoustiques, sculptées à la main et richement ornementés, sont les modèles haut de gamme de la firme. Le prix élevé de ces guitares s'explique par le temps et la minutie qu'exigent leur fabrication.